# 1901年皇位繼承法令
《1901年皇位繼承法令》（英語：Demise of the Crown Act 1901；1 Edw. 7 c. 5）是英國國會的一項法令。
該法令訂定，任何政府職位的任職不因皇位的繼承而受影響，不須重新委任。
第1(2)條訂定，該法令具追溯力「至上次皇位繼承」，即維多利亞女皇的逝世。第1(2)條因已失時效由《1973年成文法（廢除）法令》廢除。
在愛爾蘭共和國，該法令由《2007年成文法編正法令》廢除。

### 備註
1. ↑  Short title as conferred by s. 2 of the Act; the modern convention for the citation of short titles omits the comma after the word "Act"

### 其他來源
- The Law & Working of the Constitution: Documents 1660-1914, ed. W. C. Costin & J. Steven Watson. A&C Black, 1952. Vol. II (1784-1914), p. 136

## 外部連結
- Demise of the Crown Act 1901的當今生效版本（包括所有修訂）（官方文本由英國成文法資料庫提供）